# Marxa nòrdica d'Ultraresistència
La marxa nòrdica d'Ultraresistència (en anglès, ultra-endurance nordic walking) és una variant de la marxa nòrdica, o Nordic Walking, què manté les mateixes normes. La variant està a la distància de la marxa, superior a la distància de la marató: 42,195 km.
La marxa nòrdica d'Ultraresistència exigeix que les diferents proves estiguin supervisades per jutges d'atletisme o de marxa nòrdica, mantenir el contacte amb el sòl d'almenys un peu, la tècnica diagonal...
L'any 2008, es va fundar el WR-NW (World Ranking-Nordic and Race Walking), el Rànquing Mundial de Marxa Nòrdica i d'altres disciplines atlètiques, institució dedicada als campionats internacionals i els rècords del món de marxa nòrdica i d'altres disciplines. Aquests són establerts en ruta i pista; en proves de fons, d'ultraresistència (distàncies superiors a la marató de 42,195 km) i de Multiday (diversos dies).